# Home Nations Championship 1892
Die Ausgabe 1892 des Turniers Home Nations Championship in der Sportart Rugby Union (das spätere Five Nations bzw. Six Nations) fand vom 2. Februar bis zum 5. März statt. Turniersieger wurde England, das mit Siegen gegen alle anderen Teilnehmer die Triple Crown schaffte.

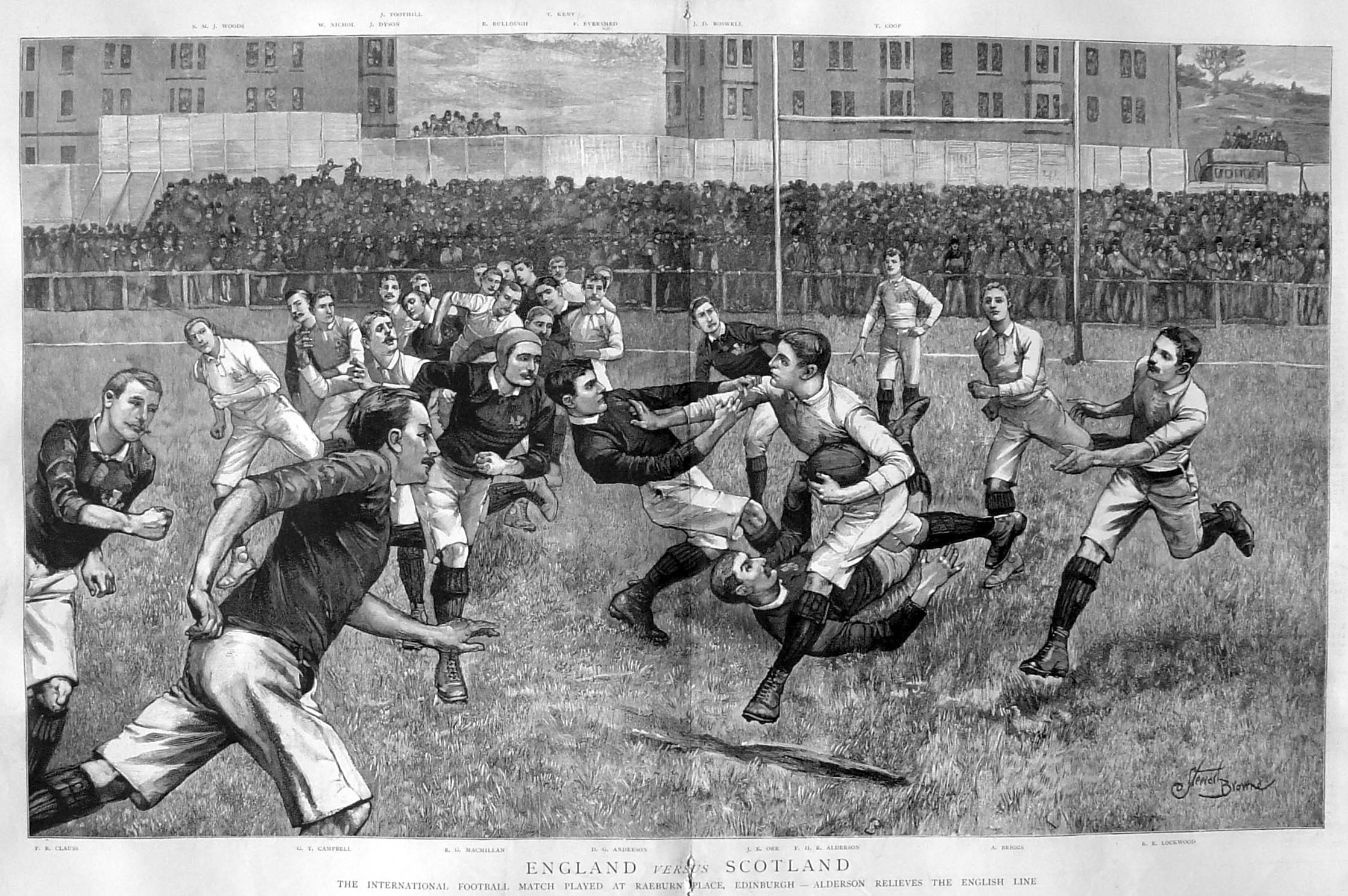
Spielszene aus der Begegnung zwischen Schottland und England

## Teilnehmer
| Land       | Stadion                       | Stadt                   | Kapitän                           |
| ---------- | ----------------------------- | ----------------------- | --------------------------------- |
| England    | Rectory Field / Whalley Range | Blackheath / Manchester | Frederick Alderson / Samuel Woods |
| Irland     | Lansdowne Road                | Dublin                  | Victor Le Fanu                    |
| Schottland | Raeburn Place                 | Edinburgh               | Charles Orr                       |
| Wales      | St Helen’s                    | Swansea                 | Arthur Gould                      |

## Tabelle
|    | Land       | Spiele | Siege | Unent. | Ndlg. | Spiel- punkte | Diff. | Tabellen- punkte |
| -- | ---------- | ------ | ----- | ------ | ----- | ------------- | ----- | ---------------- |
| 1. | England    | 3      | 3     | 0      | 0     | 29:0          | + 29  | 6                |
| 2. | Schottland | 3      | 2     | 0      | 1     | 9:7           | + 2   | 4                |
| 3. | Irland     | 3      | 1     | 0      | 2     | 9:9           | ± 0   | 2                |
| 4. | Wales      | 3      | 0     | 0      | 3     | 2:33          | − 31  | 0                |

## Ergebnisse
| 2. Januar 1892 | England                                                                       | 17 : 0        | Wales | Rectory Field, Blackheath Zuschauer: 10.000 Schiedsrichter: Matthew McEwan (Schottland) |
| 2. Januar 1892 | Versuche: Alderson Evershed Hubbard Nicholl Erhöhungen: Alderson Lockwood (2) | (7:0) Bericht |       | Rectory Field, Blackheath Zuschauer: 10.000 Schiedsrichter: Matthew McEwan (Schottland) |

| 6. Februar 1892 | Wales            | 2 : 7         | Schottland                                     | St Helen’s, Swansea Zuschauer: 12.000 Schiedsrichter: J. Hodgson (England) |
| 6. Februar 1892 | Versuche: Hannan | (2:7) Bericht | Versuche: Boswell Campbell Erhöhungen: Boswell | St Helen’s, Swansea Zuschauer: 12.000 Schiedsrichter: J. Hodgson (England) |

| 6. Februar 1892 | England                                       | 7 : 0   | Irland | Whalley Range, Manchester Schiedsrichter: Whalley Range, Manchester |
| 6. Februar 1892 | Versuche: Evershed Percival Erhöhungen: Woods | Bericht |        | Whalley Range, Manchester Schiedsrichter: Whalley Range, Manchester |

| 20. Februar 1892 | Schottland       | 2 : 0         | Irland | Raeburn Place, Edinburgh Schiedsrichter: H. L. Ashmore (England) |
| 20. Februar 1892 | Versuche: Millar | (2:0) Bericht |        | Raeburn Place, Edinburgh Schiedsrichter: H. L. Ashmore (England) |

| 5. März 1892 | Irland                                           | 9 : 0         | Wales | Lansdowne Road, Dublin Zuschauer: 5.000 Schiedsrichter: Edgar Holmes (England) |
| 5. März 1892 | Versuche: Davies Walshe (2) Erhöhungen: J. Roche | (7:0) Bericht |       | Lansdowne Road, Dublin Zuschauer: 5.000 Schiedsrichter: Edgar Holmes (England) |

| 5. März 1892 | Schottland | 0 : 5         | England                               | Raeburn Place, Edinburgh Zuschauer: 15.000 Schiedsrichter: Robert Warren (Irland) |
| 5. März 1892 |            | (0:5) Bericht | Versuche: Bromet Erhöhungen: Lockwood | Raeburn Place, Edinburgh Zuschauer: 15.000 Schiedsrichter: Robert Warren (Irland) |